# 喜靈洲
喜靈洲（英語：Hei Ling Chau，舊譯），原名尼姑洲，是香港離島區的島嶼，面積1.93平方公里，是香港第12大的島嶼，在大嶼山梅窩東南面。

## 地理
喜靈洲形狀呈飛標型，其東邊不遠處有一個無人島嶼周公島；南面和北面隔水道分別與長洲和坪洲相望。
島的西南面有一內港，後建防波堤形成一個避風塘。島上有四所懲教署轄下的懲教設施，包括一所戒毒所—喜靈洲戒毒所和三所懲教所—喜靈洲懲教所、勵顧懲教所和勵新懲教所。

## 歷史
喜靈洲島上原有三條建村二百年的村落，牛頭塘村、過路灣和白排村，分別為林氏、曾氏和吳氏所居。1911年，尼姑洲有人口78人。其中有兩條村落已在1920年代荒廢。
1951年，國際痲瘋救濟會香港分會於島上創辦喜靈洲痲瘋病院，可容納病人500名，島上沿岸排列着收容患者的石磚屋。尼姑洲原居民需遷徙至大嶼山牛牯灣、大白灣、二白灣和長洲等地。礙於民眾對痲瘋病的懼怕，島上即使再風光明媚，也遊人不多。其後隨着痲瘋病在香港不再是流行病，終於1975年關閉，原有少量院友曾一度轉往前荔枝角醫院。
於痲瘋病院關閉後，政府在喜靈洲設置喜靈洲戒毒所，收容784個男性成年吸毒者，提供戒毒康復治療。其後戒毒所增設附屬中心，收容276個女性成年及年輕吸毒者。
1984年，勵新懲教所設立，是低度設防、收容326個年輕男犯人的懲教所，其中附翼設有為年輕有毒癮的男性犯人戒毒的中心。
1994年，政府開設喜靈洲懲教所，是一所中度設防的懲教所，收容532個成年男性囚犯。
2000年，盧和鐳執事及龍緯汶等多名天主教徒成立義工小組，定期探訪當中的囚友。
2004年，香港政府擬在島上興建一座超級監獄，因涉及填海計劃而遭到反對，計劃就此擱置。
2012年1月，港府重新提議在喜靈洲西部進行大規模填海，並與坪洲連接，當局表明「新土地不一定用作建住屋」，最終由明日大嶼計劃取代。

## 交通
喜靈洲並無固定人口，亦沒著名旅遊景點，島上只有一些敏感的院所，而且整個島嶼被懲教署列為受管制範圍，這些都限制該島的交通，往來喜靈洲只好靠租賃附近島嶼的街渡。雖然如此，曾有一持牌定期渡輪服務來往該島及坪洲，另外有特別班次來往梅窩，方便前往懲教院所的探訪人士和懲教署職員，有關服務由珊瑚海船務營辦。不過該渡輪服務將於2013年8月16日渡輪服務牌照有效期屆滿後停辦，同日起由港九小輪有限公司開辦坪洲至該島特別航班取代。
至於島內的交通也只靠當地唯一道路喜靈洲路連接東西兩岸，道路由犯人協助興建，1984年10月30日建成，並由懲教署時任署長簡能主持啟用儀式。

## 區議會議席分佈
喜靈洲連同坪洲的人口為七千人左右，遠低於一個區議會選區標準的一萬七千人，然而由於環境狀況及社區完整性，自1982年第一次區議會選舉以來，都獲准獨與喜靈洲劃為坪洲及喜靈洲選區，直至2023年區議會選舉改制，該選區與其他所有離島區議會選區被並入一個選區當中。

## 資料來源
1. ↑  “Hayling”原爲英格蘭南部的一個小島名稱（現今中文多譯作「海靈島」），可以肯定這個名字是英國接管新界後才出現的，但至於這是中文「喜靈洲」之名的起源，抑或是先有中文「喜靈洲」之名，然後由英國人根據「喜靈」的粵音譯爲發音相近的“Hayling”則暫不可考。
2. 1 2  吳昊（2001年），《老香港·歲月留情》，第11－12頁，香港次文化堂。ISBN 962-7420-23-9
3. ↑  見於《廣東通志》內的《新安縣境地圖》，兩廣總督府編，廣州，1897年出版。
4. ↑  . 華僑日報. 1951-11-27.
5. ↑  許舒. . 2016.
6. ↑  Hong Kong Government Reports Online (1842-1941). .   [2022-05-03]. （原始内容存档于2018-11-08）.
7. ↑  . www.epd.gov.hk.   [2022-06-20]. （原始内容存档于2018-06-20）.
8. ↑  
.   [2012-01-05]. （原始内容存档于2012-04-11）.
9. ↑  運輸署交通通告：《領牌渡輪服務「中環-坪洲」服務調整》 （页面存档备份，存于），2013-08-08
10. ↑  . 華僑日報. 1984-10-30.